# Soliers Pònt
Soliers Pònt (nom occità; en francès Solliès-Pont) és un municipi francès situat al departament del Var i a la regió de Provença – Alps – Costa Blava. L'any 1999 tenia 10.820 habitants.
L'alcalde després de 2008 és André Garron.

## Demografia
| Evolució de la població |       |       |       |       |       |       |       |       |
| 1793                    | 1800  | 1806  | 1821  | 1831  | 1836  | 1841  | 1846  | 1851  |
| 5 693                   | 2 609 | 2 526 | 3 430 | 3 493 | 3 277 | 3 171 | 3 210 | 2 980 |

| 1856  | 1861  | 1866  | 1872  | 1876  | 1881  | 1886  | 1891  | 1896  |
| ----- | ----- | ----- | ----- | ----- | ----- | ----- | ----- | ----- |
| 2 961 | 2 961 | 2 792 | 2 692 | 2 905 | 2 891 | 2 662 | 2 705 | 2 701 |

| 1901  | 1906  | 1911  | 1921  | 1926  | 1931  | 1936  | 1946  | 1954  |
| ----- | ----- | ----- | ----- | ----- | ----- | ----- | ----- | ----- |
| 2 784 | 2 867 | 2 757 | 2 689 | 2 666 | 2 790 | 2 868 | 2 979 | 3 109 |

| 1962  | 1968  | 1975  | 1982  | 1990  | 1999   | 2006   | 2011 | 2016 |
| ----- | ----- | ----- | ----- | ----- | ------ | ------ | ---- | ---- |
| 4 021 | 4 214 | 4 549 | 5 492 | 9 525 | 10 820 | 10 788 | -    | -    |

| 2019 | - | - | - | - | - | - | - | - |
| ---- | - | - | - | - | - | - | - | - |
| -    | - | - | - | - | - | - | - | - |

## Administració
| Període   | Identitat       | Partit        |
| --------- | --------------- | ------------- |
| 1995-2001 | André Duhamel   |               |
| 2001-2008 | Gérard Capifali |               |
| 2008-     | André Garron    | Divers droite |

## Agermanaments
- Peveragno